# Зотов, Николай Фёдорович
Николай Фёдорович Зотов (род. 12 декабря 1929) — советский хоккеист, защитник. Тренер.

## Биография
Воспитанник «Локомотива» Люблино, играл в футбол, хоккей с мячом. В чемпионате СССР играл в командах «Химик» / «ДК им. Карла Маркса» Электросталь (1952/53 — 1954/55), «Спартак» Москва (1955/56 — 1959/60). Пять сезонов выступал за «Труд» Подольск.
Был тренером «Торпедо» Подольск (1971/72), молодёжных команд «Торпедо» Подольск и «Локомотива» Москва.